# Intelligenza dei cani

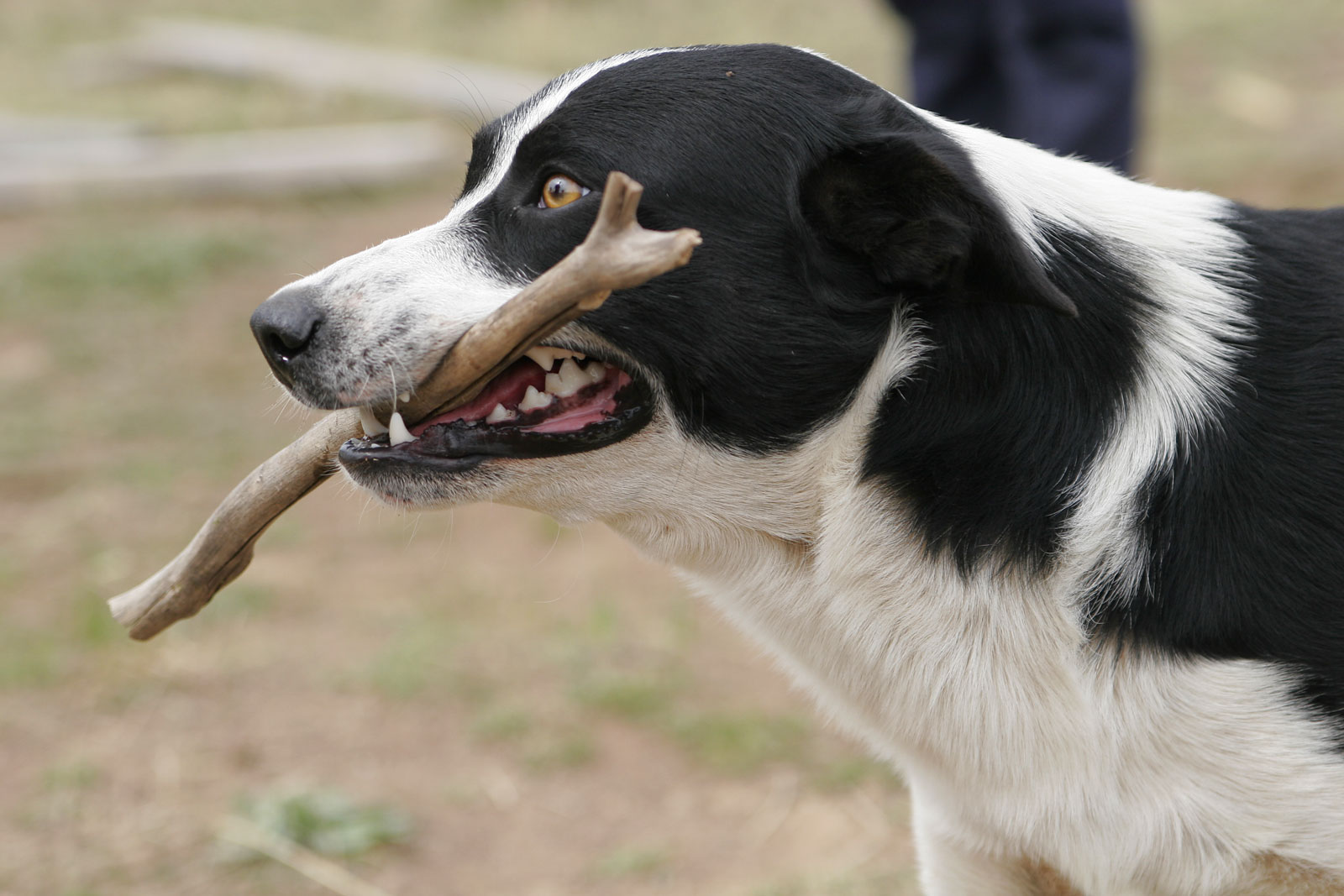
La capacità dei cani di essere addestrati al ritrovamento di oggetti può essere considerata come una prova della loro intelligenza.

L'intelligenza dei cani è la capacità degli stessi di percepire informazioni e di ricordarle sotto forma di conoscenze da applicare alla risoluzione di problemi.

## Abilità intellettive ereditate dai lupi
Tra le abilità intellettive che i cani hanno ereditato dai loro progenitori, vi sono la comprensione delle strutture sociali e dei loro obblighi, nonché la capacità di leggere il linguaggio del corpo umano e quella di comprendere il tono di voce con cui sono dati i comandi.

## Caratteristiche e correlati dell'intelligenza canina
È difficile avere una reale valutazione delle abilità intellettive canine. I cani sono capaci di apprendimento impartito da altri individui (sull'apprendimento nei cani in generale si veda qui). La capacità di imparare in fretta potrebbe essere presa come un segno di intelligenza, ma tale genere di prova deve essere interpretato con cautela, in quanto la velocità di apprendimento può essere influenzata da vari fattori quali l'efficacia delle ricompense utilizzate nella formazione, o la motivazione o il livello di attività del cane. Ad esempio, alcune razze, come l'husky siberiano, non si sentono particolarmente ricompensate dal compiacimento dei loro padroni, ma sono capaci di imparare in fretta quando si tratta di fuggire da situazioni pericolose o di catturare piccoli animali, cose che spesso realizzano in modi ingegnosi.
Diversi studi hanno cercato di valutare l'intelligenza dei cani misurando il numero di parole o segni che essi sono in grado di imparare. In un recente esempio di questo tipo di studi, la psicologa animale Juliane Kaminski e i suoi colleghi riferiscono che il Border Collie Rico (morto nel 2008) poteva apprendere più di 200 parole. Rico ricordava i nomi di diversi articoli fino a quattro settimane dopo aver avuto la loro ultima esposizione (Kaminski et al. eliminarono l'effetto Clever Hans utilizzando rigidi protocolli). Rico era inoltre in grado di interpretare frasi come "prendi il calzino" in termini delle parole che le componevano (invece di considerare queste frasi come singole parole). Nel 2008, un altro famoso Border Collie, Betsy, è stato descritto sulla copertina del National Geographic Magazine; l'intelligenza di Betsy rivaleggiava con quella di Rico, nel senso che Betsy conosceva più di 340 parole, ed era in grado di collegare un oggetto con un'immagine fotografica dello stesso pur non avendolo mai visto prima.
Nel 2013, il Dr. John Pilley, professore emerito del Wofford College, pubblicò il suo libro Chaser: Unlocking the Genius of the Dog who knows a Thousand Words ("Chaser: sbloccare il genio del cane che conosce più di mille parole"), nel quale documenta le capacità intellettuali del suo border collie, Chaser, che era capace di associare oltre mille parole tra loro. Chaser era capace di imparare i nomi di nuovi oggetti "per esclusione", ed era capace di collegare nomi a verbi. Pilley sostiene che il modo in cui ha allevato il suo cane sia centrale per la comprensione delle sue capacità. Egli sostiene che i Border Collie allevati per la pastorizia sono particolarmente adatti per compiti intellettuali come l'associazione di parole in quanto svolgono i loro compiti "a distanza" dai loro compagni umani.
Nel suo libro del 1996, Good Natured, l'etologo Frans de Waal discute un esperimento sul senso di colpa e i rimproveri condotto su un husky siberiano femmina. Il cane aveva l'abitudine di triturare dei giornali, e quando il suo proprietario tornava a casa e trovava delle carte triturate, lo rimproverava; l'husky reagiva con un'espressione caratteristica, di apparente contrizione. Quando il proprietario stesso strappava carte all'insaputa del cane, tuttavia, esso "si atteggiava a 'colpevole' esattamente come quando aveva creato lei il caos". De Waal concluse che la "colpa" mostrata dai cani non è vera e propria colpa, ma piuttosto l'anticipazione del comportamento di un superiore arrabbiato in una data situazione.
Studi su PNAS e PLoS One suggeriscono che i cani possano provare emozioni complesse, come gelosia e anticipazione. Uno studio francese conclude che i cani possano riconoscere i loro conspecifici, e distinguerli dagli altri animali, al di là della loro stazza, forma o comportamento.
Ricerche psicologiche hanno mostrato che i volti umani sono asimmetrici, e che lo sguardo umano passa istintivamente al lato destro del volto di un altro per ottenere informazioni sul suo stato e sulle sue emozioni. Una ricerca del 2008 eseguita presso la University of Lincoln mostra che i cani condividono questo istinto quando incontrano un essere umano e solo quando incontrano un essere umano (ovvero non nei confronti di altri animali o dei loro simili). Sono l'unica specie di non-primati che svolge questo comportamento.
Lo psicologo Stanley Coren, che raccoglie da anni dati sui comportamenti dei cani, e che insegna psicologia all'università canadese della British Columbia, afferma che l'intelligenza dei cani è profondamente più sviluppata di quanto le persone pensino: per intelligenza li paragona infatti a bambini di cinque anni. Essi infatti, come avviene per i cuccioli d'uomo, hanno basilari capacità aritmetiche (quelli particolarmente intelligenti sono capaci di contare fino a cinque) e, salvo i casi eccezionali già menzionati, sono normalmente in grado di apprendere oltre 165 parole. Coren individua inoltre vari tipi di intelligenza canina:
- Intelligenza istintiva: ciò che un cane è in grado di fare fin dalla nascita
- Intelligenza adattativa: ciò che un cane impara a fare da solo, attraverso l'esperienza
- Intelligenza funzionale: ciò che l'animale può imparare dagli umani attraverso l'educazione e l'insegnamento
- Intelligenza spaziale: si riferisce alle capacità di un cane di ritrovare per esempio la via di casa

Tale classificazione è tuttavia contestata da altri studiosi ed etologi. Coren, inoltre, nel suo libro L'intelligenza dei cani, classifica le diverse razze di cani in base alla loro intelligenza.
La psicologa scolare Kathy Coon, invece, sviluppò il primo test di intelligenza per cani nel 1976; questo test è stato continuamente rivisto e sviluppato fino al 2003. In esso vi sono test per la valutazione della memoria a breve termine, dell'agilità, delle capacità di adattamento e di soluzione dei problemi, e per vedere come il cane reagisce alle condizioni che considera inaccettabili. Le prestazioni di singoli cani sono state confrontate con quelle di oltre 100 cani che hanno fatto da standard. Ulteriori norme concernenti razze specifiche sono state sviluppate, sempre da Kathy Coon, nel suo libro The Dog Intelligence Test.

## Razze
In base a diversi test, le razze che dimostrano il maggior grado d'intelligenza sono (in ordine decrescente):

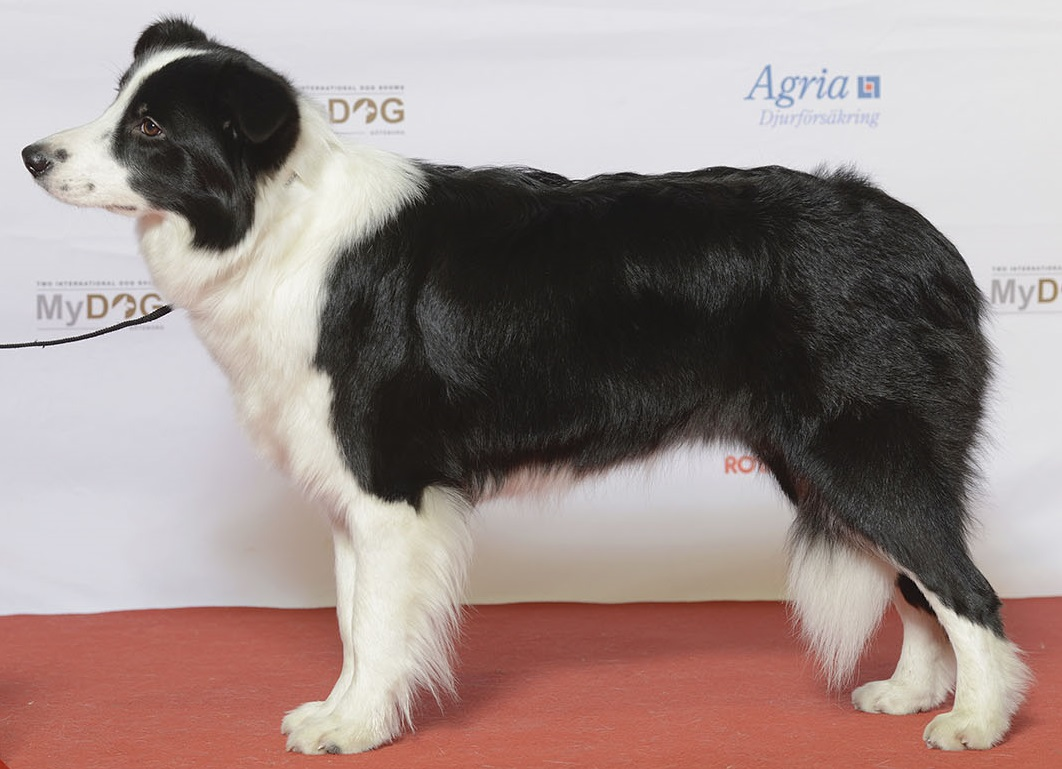

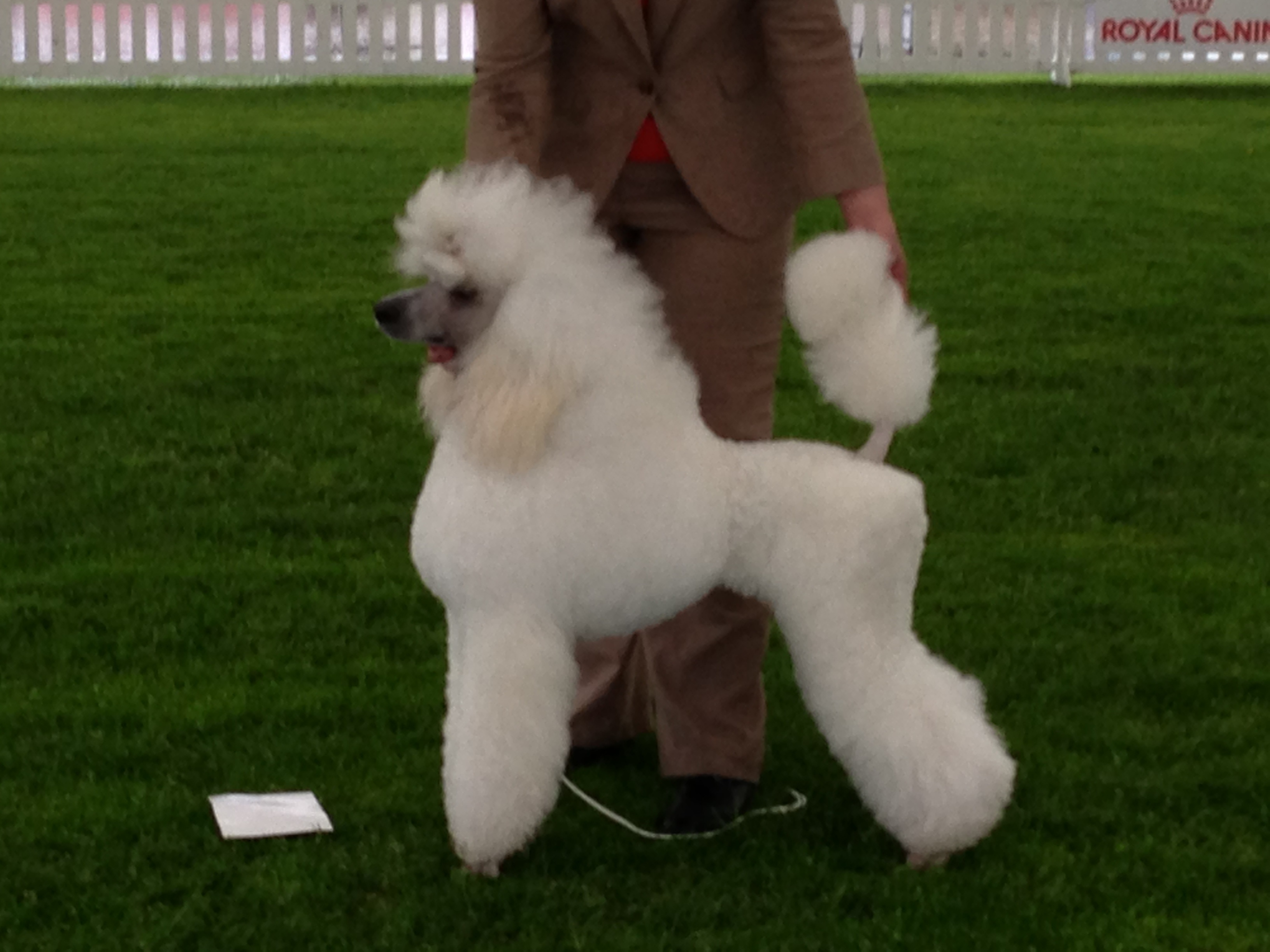

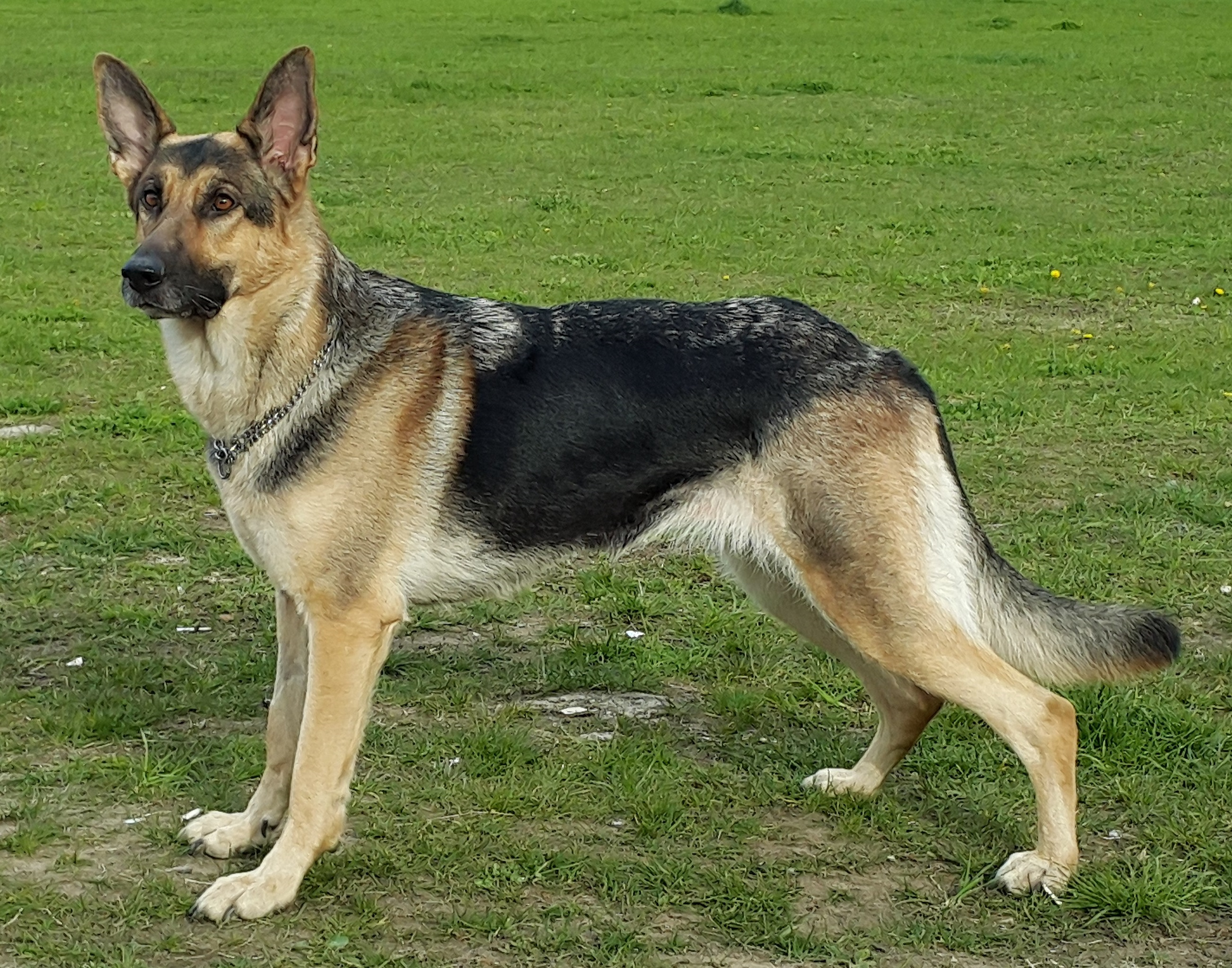

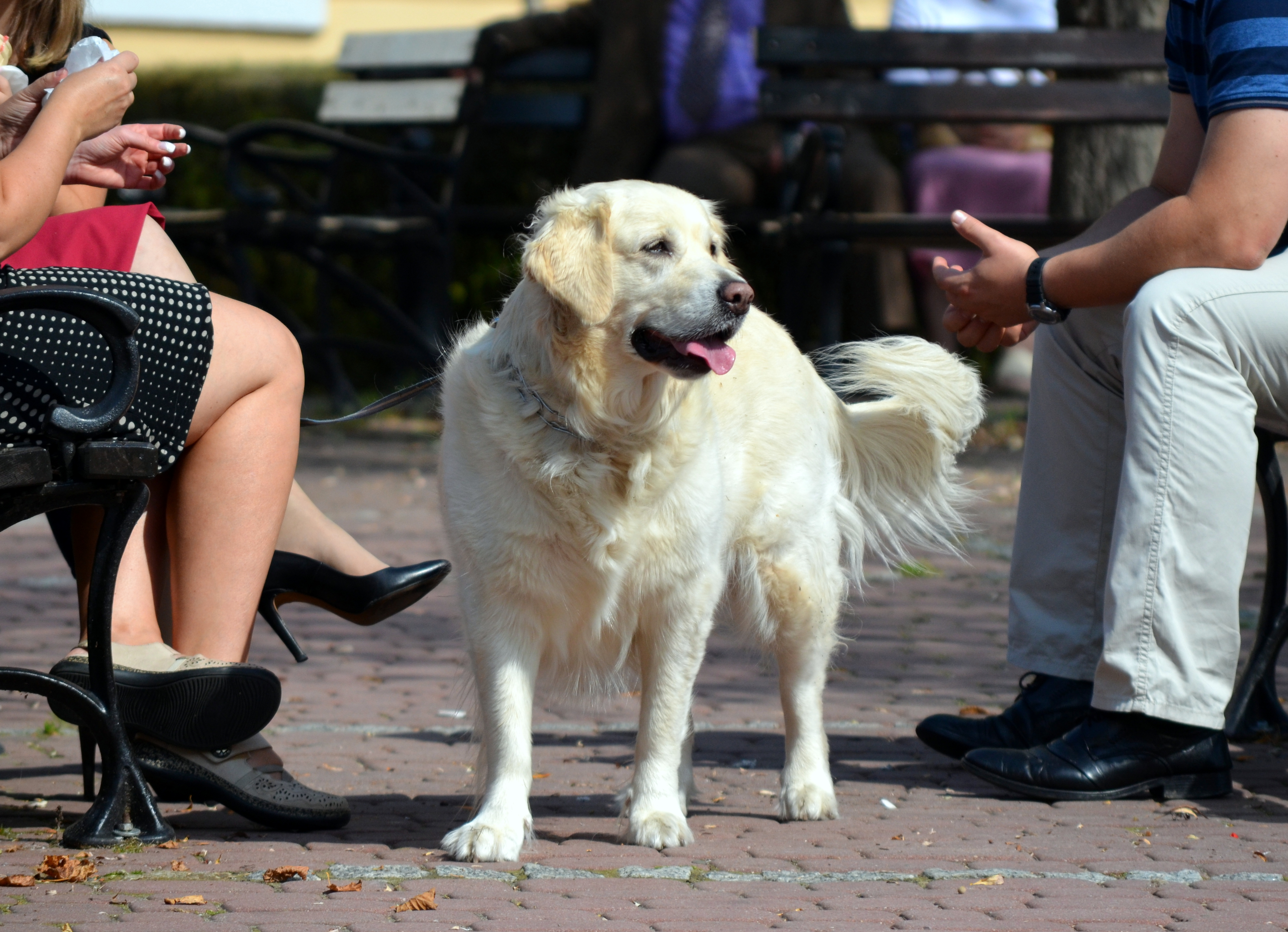

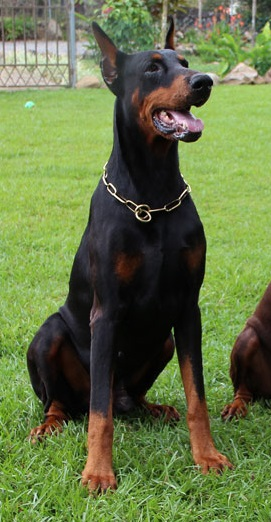

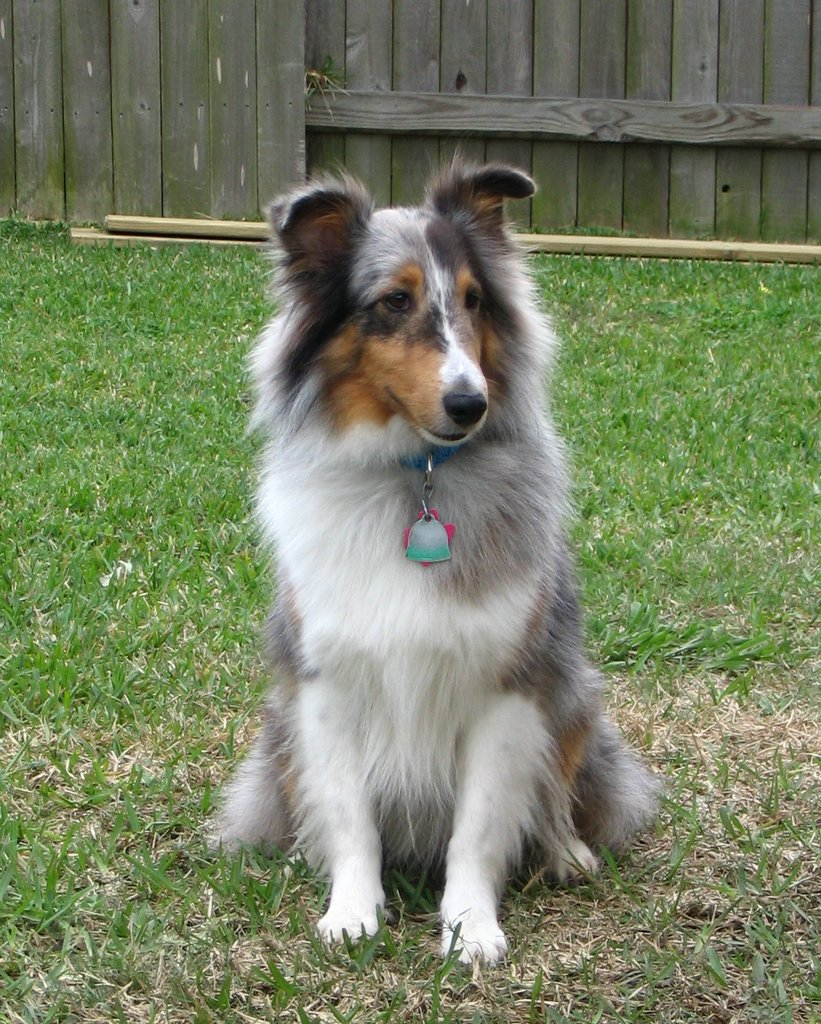

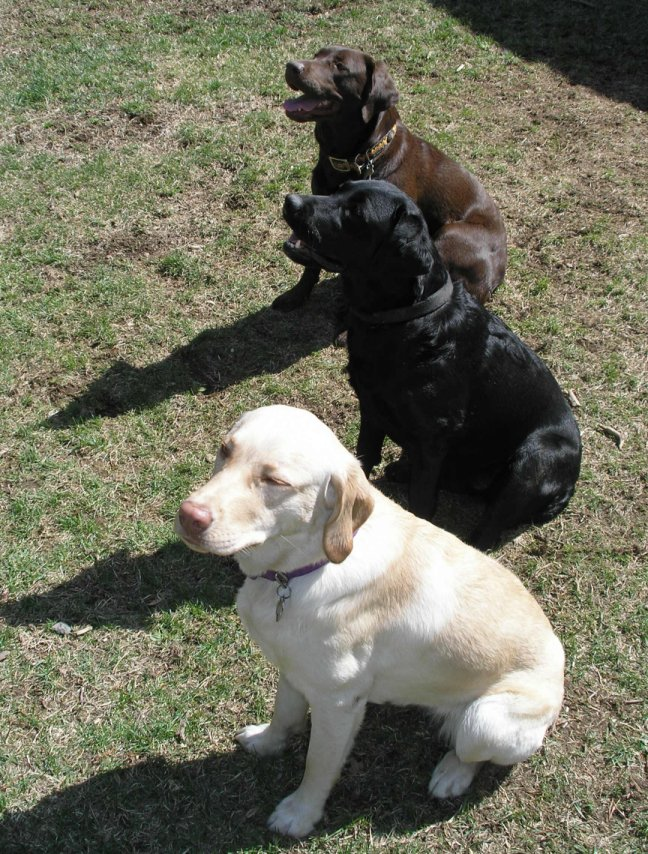

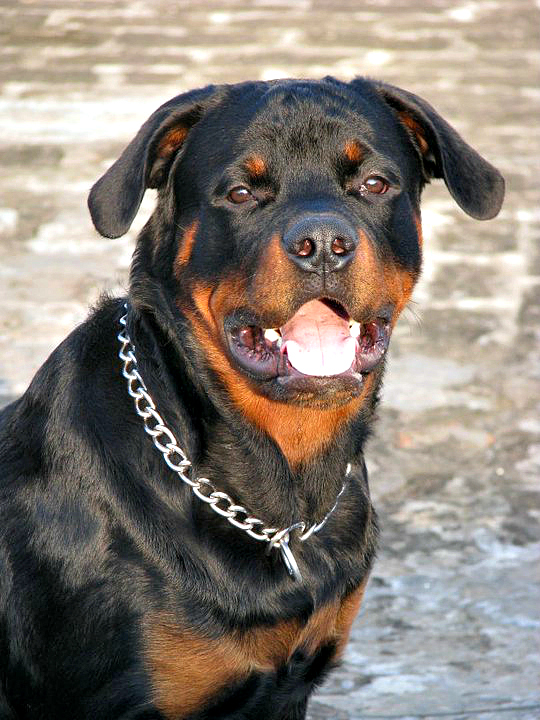

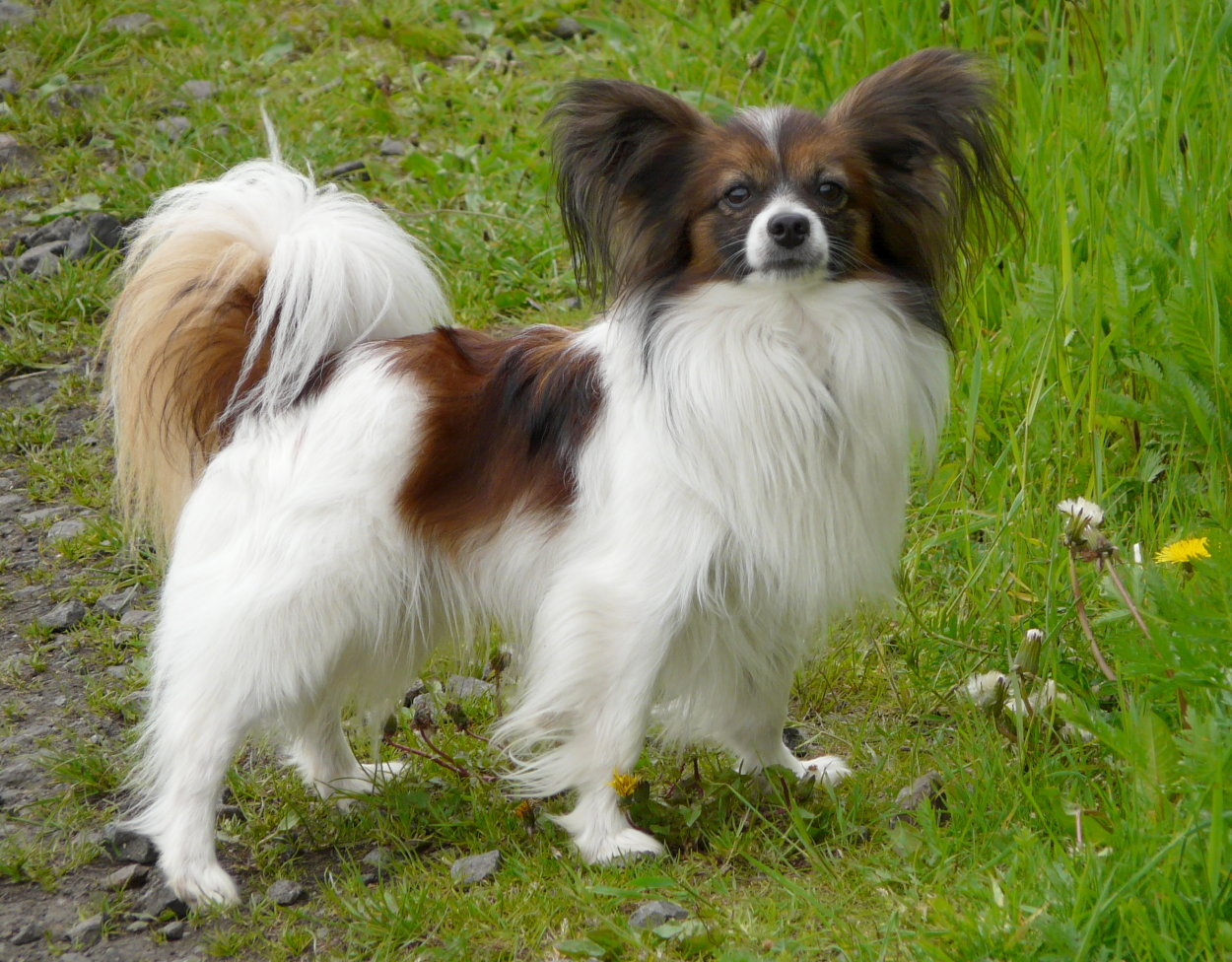

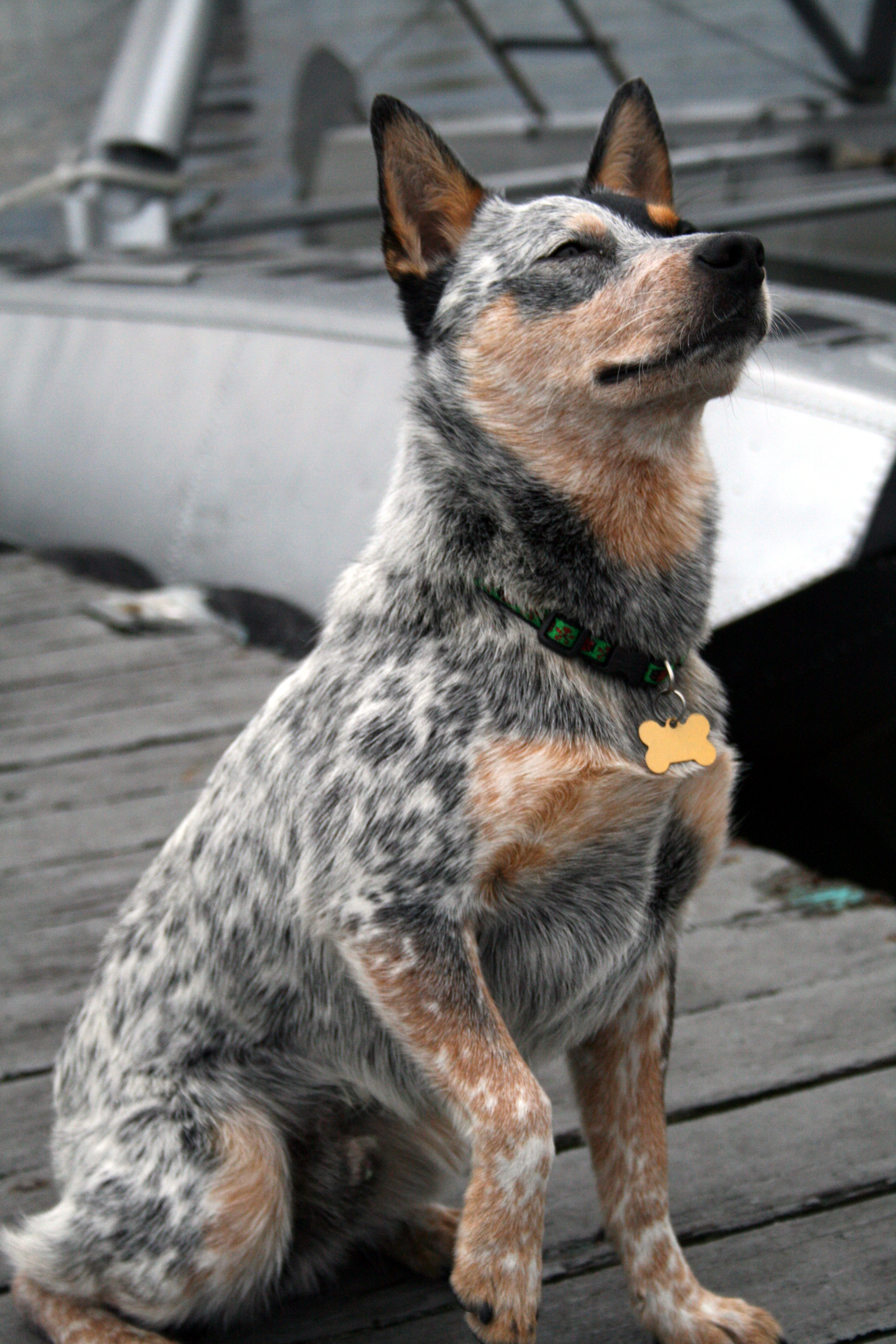

- Border collie

- Barbone

- Cane da pastore tedesco

- Golden retriever

- Dobermann

- Shetland Sheepdog

- Labrador retriever

- Rottweiler

- Papillon

- Australian cattle dog.[16]

## Documentari
Il programma Ulisse - Il piacere della scoperta dedica la puntata Animali, compagni di vita anche ai cani e al loro comportamento. Vi si parla diffusamente delle loro capacità intellettive.